# 郭建宏 (棒球運動員)
郭建宏（1981年4月10日—）為一名台灣棒球選手，曾效力於中華職棒Lamigo桃猿隊，守備位置為投手。
郭建宏非科班球員，沒有接受過正統訓練，直到就讀中正大學時期才加入棒球隊，且參加的比賽都是乙組盃賽；但郭建宏始終追逐夢想，在大四那年由嘉義大學教練鍾宇政牽線，取得嘉義大學學籍，進入當時的中國信託甲組棒球隊，也讓他首次與甲組棒球接軌。後來郭建宏經輾轉來到猿隊的前身La New熊隊，並在2008於一軍初登板，2011年引退。

## 經歷
- 屏東縣興華國小（無棒球隊）
- 屏東縣萬丹國中（無棒球隊）
- 屏東縣美和中學（尚未進棒球隊）
- 嘉義縣中正大學（為快速壘球項目體保生。後進入棒球隊，於大專乙組出賽）
- 中正大學棒球隊（1999年－2002年）
- 中國信託棒球隊（2003年）
- 嘉義大學棒球隊（2004年，因學籍問題無法代表出賽）
- 嘉義大學棒球隊（2005年，申請雙重學籍，始可代表嘉大出賽）
- 中華職棒中信鯨隊測試生（2007年－2007年7月24日）
- 中華職棒La New熊隊（2007年7月25日－2011年1月5日）

## 職棒生涯成績
| 年度   | 球隊     | 出賽 | 勝投 | 敗投 | 中繼 | 救援 | 完投 | 完封 | 四死 | 三振 | 責失 | 投球局數 | 防禦率 |
| ------ | -------- | ---- | ---- | ---- | ---- | ---- | ---- | ---- | ---- | ---- | ---- | -------- | ------ |
| 2008年 | La New熊 | 2    | 0    | 0    | 0    | 0    | 0    | 0    | 1    | 2    | 5    | 2.0      | 22.500 |
| 2009年 | La New熊 | 4    | 1    | 0    | 0    | 0    | 0    | 0    | 3    | 4    | 5    | 14.1     | 3.139  |
| 2010年 | La New熊 | 29   | 1    | 3    | 2    | 0    | 0    | 0    | 18   | 15   | 25   | 49.0     | 4.591  |
| 合計   | 3年      | 35   | 2    | 3    | 2    | 0    | 0    | 0    | 22   | 21   | 35   | 65.1     | 4.821  |

## 外部連結
- 郭建宏在台灣棒球維基館上的頁面（繁體中文）
- 郭建宏在中華職棒